# دائرة الوادي
دائرة الوادي هي إحدى دوائر ولاية الوادي الجزائرية. في عام 2018 بلغ عدد سكانها 144,775 نسمة.

## شخصيات
- مصباح حويذق
- أبو القاسم سعد الله